# 宽叶荨麻
宽叶荨麻（学名：Urtica laetevirens）是荨麻科荨麻属的植物。分布在日本、朝鲜、西伯利亚以及中国大陆的云南、辽宁、四川、河北、安徽、湖北、湖南、西藏、山东、青海、河南、内蒙古、甘肃、山西、陕西等地，生长于海拔800米至2,500米的地区，多生在山谷溪边及山坡林下荫湿处。

## 别名
哈拉海（东北） 蝎子草、螫麻了、痒痒草（河北、山西） 荨麻（陕西、陇南） 虎麻草（湖北）

## 异名
- Urtica cyanescens Kom.
- Urtica dentata Hand.-Mazz.
- Urtica laetevirens Maxim. ssp. dentata (Hand.-Mazz.) C. J. Chen